# Joan Guillem Truyols
Joan Guillem Truyols Mascaró (Manacor, Baleares, 11 de noviembre de 1989) es un futbolista español. Juega como defensa y actualmente está libre.

## Trayectoria
Formado en la cantera del R. C. D. Mallorca debutó en 2010 con el primer equipo en la Primera División. Ese mismo año se marchó al Villarreal C. F. para jugar en su filial.
El 19 de julio de 2013 fichó por el Real Murcia C. F.. Con el conjunto pimentonero jugó 33 partidos y marcó un gol antes de regresar el año siguiente al R. C. D. Mallorca firmando por dos años.
En 2016 se fue al AEK Larnaca de Chipre, en el que jugó durante cinco temporadas. El 3 de septiembre de 2021 regresó a España y firmó por el C. D. Badajoz, donde estuvo un año antes de incorporarse al Hércules C. F. El 20 de enero de 2023, finalizó su vinculación con el Hércules C. F..

## Selección nacional
Fue internacional sub-20 con España.

## Clubes
| Club                  | País   | Año       |
| --------------------- | ------ | --------- |
| R. C. D. Mallorca "B" | España | 2009-2010 |
| Villarreal C. F. "B"  | España | 2010-2012 |
| Villarreal C. F.      | España | 2012-2013 |
| Real Murcia C. F.     | España | 2013-2014 |
| R. C. D. Mallorca     | España | 2014-2016 |
| AEK Larnaca           | Chipre | 2016-2021 |
| C. D. Badajoz         | España | 2021-2022 |
| Hércules C. F.        | España | 2022-2023 |